# Theclopsis leos
Theclopsis leos is een vlinder uit de familie van de Lycaenidae. De wetenschappelijke naam van de soort werd als Thecla leos in 1913 gepubliceerd door Schaus.